# Distrito de Surguja
Surguja (en Hindi: सरगुजा जिला) es un distrito de la India en el estado de Chhattisgarh. Código ISO: IN.CT.SU.
Comprende una superficie de 15765 km².
El centro administrativo es la ciudad de Ambikapur.

## Demografía
Según censo 2011 contaba con una población total de 2361329 habitantes, de los cuales 1 166 184 eran mujeres y 1 195 145 varones.